# بوب ستيل
بوب ستيل (بالإنجليزية: Bob Steele)‏ هو ممثل أمريكي، ولد في 23 يناير 1907 في الولايات المتحدة، وتوفي في 21 ديسمبر 1988 ببربانك في الولايات المتحدة بسبب نفاخ رئوي.

## أعمال

### أفلام
- (1939) عن الفئران والرجال
- (1957) فرقة الملائكة
- (1962) أطول يوم[4][5]
- (1968) اشنقهم عاليا

## وصلات خارجية
- بوب ستيل على موقع IMDb (الإنجليزية)
- بوب ستيل على موقع أول موفي (الإنجليزية)
- بوب ستيل على موقع إن إن دي بي (الإنجليزية)
- بوب ستيل على موقع قاعدة بيانات الفيلم (الإنجليزية)